# M18 (дымовая граната)
M18 Smoke Grenade - дымовая ручная граната США.

## История
Разработка M18 была начата в 1942 году, во время Второй мировой войны, и была завершена в ноябре того же года. Она была разработана на замену дымовой гранате M16, которая горела не так долго и так ярко.

## Описание
Граната массой 538 грамм собрана в цилиндрическом корпусе из стального листа, наполнена 330 граммами дымовой смеси и снабжена запалом М201А1 (время задержки - 4-5 секунд).
При срабатывании образует облако чёрного или светло-зелёного дыма.